# Petit Séminaire de Saint-Georges de Beauce
Le Petit Séminaire de Saint-Georges de Beauce est une institution qui a diffusé le Cours classique menant à obtention du Baccalauréat ès arts (Canada) de 1946 à 1968. Par la suite, il a offert le cours secondaire et le cours collégial en tant qu'institution privée. En 1990, la section collégiale est intégrée au réseau des cégeps publics sous le nom de Cégep Beauce-Appalaches, tandis que la section secondaire est fermée. 

## Sources et références
- https://archivesacrq.org/petit-seminaire-saint-georges-de-beauce/